# Baines River
Der Baines River ist ein Fluss im Nordwesten des australischen Territoriums Northern Territory. Häufig führt er in der Trockenzeit wenig oder gar kein Wasser.

## Geografie

### Flusslauf
Der Fluss entsteht bei der Siedlung Auvergne nordwestlich des Gregory-Nationalparks aus dem East Baines River und dem West Baines River. Er fließt nach Nordosten und mündet rund 20 Kilometer westlich von Bradshaw in den Victoria River.

### Nebenflüsse mit Mündungshöhen
- West Baines River – 10 m
- East Baines River – 10 m
- Auvergne Lagoon Creek – 3 m
- Alpha Creek – 3 m
- Sandy Creek – 3 m[1]